# Australische Frauen-Cricket-Nationalmannschaft in Neuseeland in der Saison 2016/17
Die Tour der australischen Cricket-Nationalmannschaft nach Neuseeland in der Saison 2016/17 fand vom 26. Februar bis zum 5. März 2017 statt. Die internationale Cricket-Tour war Bestandteil der Internationalen Cricket-Saison 2016/17 und umfasste drei WODIs. Australien gewann die Serie 2–1.

## Vorgeschichte
Beide Mannschaften spielten zuvor eine WTwenty20-Serie in Australien.

## Stadien
Die folgenden Stadien wurden für die Tour als Austragungsort vorgesehen.
| Stadion         | Stadt           | Kapazität | Spiele       |
| --------------- | --------------- | --------- | ------------ |
| Eden Park No. 2 | Auckland        | 1.000     | 1. WODI      |
| Bay Oval        | Mount Maunganui | 10.000    | 2. & 3. WODI |

## Kaderlisten
Neuseeland benannte seinen Kader am 26. Januar 2017.
Australien benannte seinen Kader am 31. Januar 2017.
| WODI | WODI |
| Neuseeland | Australien |
| --- | --- |
| - Suzie Bates (K) - Erin Bermingham - Samantha Curtis - Sophie Devine - Maddy Green - Holly Huddleston - Leigh Kasperek - Amelia Kerr - Katey Martin - Thamsyn Newton - Katie Perkins - Liz Perry - Rachel Priest - Amy Satterthwaite - Lea Tahuhu | - Meg Lanning (K) - Kristen Beams - Alex Blackwell - Nicole Bolton - Lauren Cheatle - Rene Farrell - Ashleigh Gardner - Rachael Haynes - Alyssa Healy - Jess Jonassen - Beth Mooney - Ellyse Perry - Megan Schutt - Elyse Villani - Amanda-Jade Wellington |

## Women’s One-Day Internationals

### Erstes WODI in Auckland
| 26. Februar Scorecard | Auckland | Australien 275 (48.4)            | – | Neuseeland 276-5 (49.1) |
|                       |          | Neuseeland gewinnt mit 5 Wickets |   |                         |

Australien gewann den Münzwurf und entschied sich als Schlagmannschaft zu beginnen. Als Spielerin des Spiels wurde Amy Satterthwaite ausgezeichnet.

### Zweites WODI in Mount Maunganui
| 2. März Scorecard | Mount Maunganui | Neuseeland 253-8 (50)            | – | Australien 256-6 (47.2) |
|                   |                 | Australien gewinnt mit 4 Wickets |   |                         |

Australien gewann den Münzwurf und entschied sich als Feldmannschaft zu beginnen. Als Spielerin des Spiels wurde Alex Blackwell ausgezeichnet.

### Drittes WODI in Mount Maunganui
| 5. März Scorecard | Mount Maunganui | Neuseeland 270-9 (50)            | – | Australien 273-5 (49.2) |
|                   |                 | Australien gewinnt mit 5 Wickets |   |                         |

Australien gewann den Münzwurf und entschied sich als Feldmannschaft zu beginnen. Als Spielerin des Spiels wurde Meg Lanning ausgezeichnet.

## Auszeichnungen

### Player of the Match
Als Player of the Match wurden die folgenden Spielerinnen ausgezeichnet.
| Spiel   | Player of the Match |
| ------- | ------------------- |
| 1. WODI | Amy Satterthwaite   |
| 2. WODI | Alex Blackwell      |
| 3. WODI | Meg Lanning         |